# Rio S. Bartolomeo
Rio S. Bartolomeo este o arie protejată (arie specială de conservare — SAC, sit de importanță comunitară — SCI) din Italia întinsă pe o suprafață de 75 ha, integral pe uscat.

## Localizare
Centrul sitului Rio S. Bartolomeo este situat la coordonatele 41°27′03″N 14°03′20″E / 41.450833°N 14.055556°E.

## Înființare
Situl Rio S. Bartolomeo a fost declarat sit de importanță comunitară în septembrie 1995 pentru a proteja 3 specii de animale. Situl a fost protejat și ca arie specială de conservare în martie 2017.

## Biodiversitate
Situată în ecoregiunea mediteraneană, aria protejată conține 2 habitate naturale: Cursuri de apă de la nivel de câmpie la nivel montan, cu vegetație Ranunculion fluitantis și Callitricho-Batrachion, Galerii de Salix alba și de Populus alba.
La baza desemnării sitului se află mai multe specii protejate:
- nevertebrate (2): Austropotamobius pallipes, Osmoderma eremita
- pești (1): cicar (Lampetra planeri)

Pe lângă speciile protejate, pe teritoriul sitului au mai fost identificate 3 specii de plante.